# Йовчо Крушев
Йовчо Крушев е български професор, пианист, композитор, педагог, зам.-ректор на НМА. От 2002 година е почетен гражданин на град Попово.

## Биография
Йовчо Крушев е роден на 1 септември 1957 година в град Попово. През 1979 завършва пиано в Държавната музикална академия при проф. Джулия и Константин Ганеви, оркестрово дирижиране при проф. Влади Симеонов и композиция при проф. Александър Райчев (1984).
През 2000 година получава титлата професор. Концертната му дейност започва от 16-годишна възраст в много страни на Европа, Азия, Африка.

## Награди
- През 1978 година печели втора награда на международното състезание за пианисти „Виоти“ в италианския град Верчели.[2][3]
- През 1984 година неговата Сонатина за кларинет и пиано получава Специална награда на състезанието за композиция „Варало-Валсесия“ в Италия.[2][3]
- През 1986 година печели пето място на конкурса „Чайковски“ в Москва в състезание с 31 носители на първи награди от най-големите международни конкурси „Кралица Елизабет“  Брюксел, Монреал-Канада, Long-Tibo в Париж и др.[2][3]Носител на най-високата степен на орден „Св. св. Кирил и Методий“ – огърлие, за изключителен принос към българската култура.